# Coper
Coper – miasto w Kolumbii, w departamencie Boyacá.